# Союз МС-12
Союз МС-12 (№ 742, ISS-58S) — российский транспортный пилотируемый космический корабль серии «Союз МС» семейства «Союз», запуск которого к Международной космической станции (МКС) состоялся 14 марта 2019 года. Запуск произведён с помощью ракеты-носителя «Союз-ФГ» с Гагаринского старта космодрома Байконур. Корабль доставил троих участников экспедиции МКС-59/60.

## Экипаж
| Космонавт          | Должность                                                   | № полёта        | Организация     |
| Основной экипаж    | Основной экипаж                                             | Основной экипаж | Основной экипаж |
| ------------------ | ----------------------------------------------------------- | --------------- | --------------- |
| Алексей Овчинин    | Командир ТПК «Союз МС», бортинженер МКС-59, командир МКС-60 | 3               | Роскосмос       |
| Тайлер Хейг        | Бортинженер-1 ТПК «Союз МС», бортинженер МКС-59/60          | 2               | НАСА            |
| Кристина Кук       | Бортинженер-2, бортинженер МКС-59/60                        | 1               | НАСА            |
| Дублёры            |                                                             |                 |                 |
| Александр Скворцов | Командир экипажа                                            | 3               | Роскосмос       |
| Лука Пармитано     | Бортинженер-1                                               | 2               | ЕКА             |
| Эндрю Морган       | Бортинженер-2                                               | 1               | НАСА            |
| Экипаж посадки     |                                                             |                 |                 |
| Алексей Овчинин    | Командир ТПК «Союз МС», бортинженер МКС-59, командир МКС-60 | 3               | Роскосмос       |
| Тайлер Хейг        | Бортинженер-1 ТПК «Союз МС», бортинженер МКС-59/60          | 2               | НАСА            |
| Хазза аль-Мансури  | Бортинженер-2 ТПК «Союз МС»                                 | 1               | MBRSC           |

Формирование экипажа
В феврале 2018 года основной экипаж ТПК «Союз МС-12» проходил подготовку к полёту в составе космонавтов Роскосмоса Олега Скрипочки, Андрея Бабкина и астронавта НАСА Шеннон Уолкер. В апреле 2018 года, в связи с отменой планов увеличения российского экипажа на МКС, из основного экипажа был выведен космонавт Андрей Бабкин, экипаж сократился до двух человек. В составе дублирующего экипажа проходила подготовку астронавт НАСА Кристина Кох, которая в мае 2018 года была назначена в основной экипаж корабля «Союз МС-12» вместо астронавта Шеннон Уокер.
20 июня 2018 года между ГК «Роскосмос» и Космическим центром Мохаммеда бин Рашида (Объединённые Арабские Эмираты) было подписано предварительное соглашение по отбору, подготовке к полёту и полёта продолжительностью около 10 дней одного космонавта ОАЭ на ТПК «Союз МС-12» к МКС. Возвращение космонавта ОАЭ планировалось с экипажем ТПК «Союз МС-10». В августе 2018 года девять кандидатов на космический полёт из ОАЭ, прошли медицинский отбор в ЦПК имени Ю. А. Гагарина. 3 сентября 2018 года власти ОАЭ объявили имена двух первых космонавтов страны: Хазза аль-Мансури и Султан Аль-Нейади, один из которых, после подготовки в ЦПК, должен отправиться на МКС. 13 октября появилась информация, что из состава экипажа исключён представитель ОАЭ из-за отсутствия корабля для возвращения на Землю.
3 декабря 2018 года Глава Госкорпорации «Роскосмос» Д. Рогозин на пресс-конференции в Байконуре заявил, что по согласованию с NASA принято решение: старт транспортного космического корабля «Союз МС-12» состоится в марте 2019 года (ранее планировался на апрель) и в состав экипажа войдут члены экипажа аварийного корабля «Союз МС-10» Алексей Овчинин, Тайлер Хейг, а также астронавт NASA Кристина Кук. Космонавт Олег Скрипочка ранее проходивший подготовку в качестве командира основного экипажа корабля «Союз МС-12» назначен в состав основного экипажа «Союз МС-15». В январе 2019 года командиром дублирующего экипажа назначен Александр Скворцов . В состав дублирующего экипажа ранее входила астронавт Джессика Ульрика Меир.

## Подготовка к полёту
6 февраля 2019 года члены экипажа ТПК Овчинин и Хейг, после сдачи теоретических экзаменов, приступили к практическим испытаниям в ЦПК на тренажёрах «Телеоператор» и «Дон-Союз». 20 февраля завершились экзаменационные комплексные тренировки основного экипажа МКС-59/60. Экипаж сдал экзамены с оценкой «отлично».
26 февраля основной и дублирующий экипажи прибыли на космодром Байконур для завершения подготовки к полёту.
2 марта ТПК «Союз МС-12» был заправлен компонентами топлива и сжатыми газами. После заправки корабль был доставлен в монтажно-испытательный комплекс и установлен на стапель для проведения дальнейших предстартовых работ. 4 марта корабль был состыкован с переходным отсеком ракеты-носителя. 6 марта проведён авторский осмотр корабля и выполнены технологические операции по накатке головного обтекателя ракеты-носителя «Союз-ФГ».
10 марта основной и дублирующий экипажи 59/60-й длительной экспедиции на МКС провели контрольный осмотр ТПК «Союз МС-12». 12 марта ракета-носитель «Союз-ФГ» с ТПК «Союз МС-12» доставлена из монтажно-испытательного корпуса на стартовую площадку. 13 марта Государственная комиссия на космодроме Байконур утвердила составы основного и дублирующего экипажей ТПК «Союз МС-12».
Обеспечение запуска «Союз МС-12» осуществляет поисково-спасательная группа Центрального военного округа. Дежурство по запуску и выведению на орбиту космического корабля организовано в центре управления 14-й армии ВВС и ПВО в Екатеринбурге.

## Полёт
14 марта 2019 года в 22:14 мск состоялся пуск ракеты-носителя «Союз-ФГ» с транспортным пилотируемым кораблём «Союз МС-12». В 22:23 мск «Союз МС-12» штатно отделился от третьей ступени ракеты-носителя на заданной околоземной орбите и продолжил автономный полёт к МКС. 15 марта 2019 года в 04:02 мск корабль пристыковался к стыковочному узлу малого исследовательского модуля «Рассвет» российского сегмента МКС, в 06:10 мск экипаж перешёл на борт МКС.
29 мая А. Н. Овчинин вместе с космонавтом Олегом Кононенко провели работы в открытом космосе продолжительностью 6 часов 01 минута. Космонавты установили поручень для перехода между малым исследовательским модулем «Поиск» и функционально-грузовым блоком «Заря», сняли с модуля «Поиск» аппаратуру эксперимента «Тест» по исследованию влияния факторов космических полётов и живущих на поверхности бактерий на микроразрушение оболочки станции.
Замглавы НАСА Билл Герстенмайер на пресс-конференции по итогам старта и стыковки корабля «Союз МС-12» с МКС заявил, что астронавты Кристина Кук и Эндрю Морган из следующего экипажа ТПК «Союз МС-13», проведут на станции дольше запланированного времени. Такая задержка астронавтов на МКС даст возможность провести непродолжительный полёт на МКС участнику космического полёта из Объединенных Арабских Эмиратов.

## Возвращение на Землю
Корабль «Союз МС-12» отстыковался от МКС 3 октября 2019 года в 10:37 мск. В этот же день, в 14:00 мск спускаемый аппарат космического корабля «Союз МС-12» с тремя членами экипажа Международной космической станции — с космонавтом Роскосмоса Алексеем Овчининым, астронавтом NASA Ником Хейгом и представителем Объединённых Арабских Эмиратов Хазаа аль-Мансури, совершил посадку в казахстанской степи в 147 км юго-восточнее города Жезказган.

## Эмблема
Эмблема экипажа ТПК «Союз МС-12» сохранила оригинальную концепцию дизайна (с небольшим изменением ориентации рисунка) основной эмблемы экипажа ТПК «Союз МС-10», который из-за аварии при запуске не смог долететь до МКС. В эмблему ТПК «Союз МС-12» добавлена фамилия третьего члена экипажа астронавта Koch (Кристины Кук).
Эмблема ТПК «Союз МС-12» идентична первому варианту эмблемы ТПК «Союз МС-10», когда в состав экипажа ещё входил космонавт Николай Тихонов, но с заменой его фамилии на фамилию астронавта Koch.
Эмблема дублирующего экипажа ТПК «Союз МС-12» аналогична эмблеме основного экипажа, но вместо написаний фамилий членов экипажа присутствует надпись: «2019 Космодром Байконур».